# Valdecoxib
Valdecoxib era un farmaco anti-infiammatorio non steroideo (FANS) appartenente alla famiglia degli  inibitori selettivi della COX-2 usato nel trattamento del dolore in soggetti affetti da osteoartiti, artrite reumatoide, e nel trattamento dei sintomi mestruali. Il farmaco è stato disponibile sul mercato americano dal 2001 al 2005, quando è stato ritirato per un possibile aumento del rischio di infarto del miocardio e ictus. In Italia ed Europa la molecola era venduta dalla società farmaceutica Pharmacia-Pfizer con il nome commerciale di Bextra, nella forma farmaceutica di compresse rivestite contenenti 20 mg di principio attivo. Nell'aprile 2005 l'Agenzia Italiana del Farmaco (AIFA) disponeva il ritiro dal commercio del farmaco adottando il provvedimento a seguito della decisione autonoma della casa farmaceutica Pfizer, "a scopo cautelativo" ed in attesa della conclusione della procedura di rivalutazione dei profili di sicurezza di tutta la classe degli inibitori della Cox-2 in corso da parte di EMEA.

## Farmacodinamica
Valdecoxib, come anche altre molecole appartenenti ai coxib, si caratterizzava per l'inibizione selettiva dell'isoforma 2 dell'enzima ciclossigenasi (COX-2). L'inibizione della COX-2 determinava una riduzione della formazione di prostaglandine (PG) a partire dall'acido arachidonico. Le prostaglandine esercitano diverse funzioni e fra queste in particolare svolgono un ruolo nell'infiammazione. Valdecoxib inibiva la sintesi dei mediatori prostanoidi coinvolti nel dolore, nell'infiammazione e nella febbre. La molecola esercita un'azione decisamente meno marcata sull'attività dell'isoforma 1 (COX-1) dell'enzima ciclossigenasi. L'azione selettiva sulla ciclossigenasi 2 comportava una riduzione della tossicità gastrointestinale del farmaco rispetto ad altri inibitori non selettivi. Valdecoxib quindi sarebbe stato associabile una più bassa incidenza di sanguinamento dal tratta gastrointestinale superiore, ma gli studi compiuti sul farmaco evidenziarono che, come per il rofecoxib, il trattamento aumentava il rischio di andare incontro ad infarto miocardico ed ictus, specie quando a lungo termine.

## Farmacocinetica
Valdecoxib dopo somministrazione per via orale era rapidamente assorbito dal tratto gastrointestinale. La concentrazione plasmatica massima era raggiunta entro 3 ore. La biodisponibilità assoluta del farmaco a seguito di somministrazione orale si aggirava intorno all'83 %.
L'assunzione del farmaco con un pasto ricco di grassi non modificava significativamente il picco di concentrazione plasmatica (Cmax)e neppure il grado di assorbimento della molecola. Il tempo necessario per raggiungere il picco plasmatico (Tmax) risultava ritardato di un paio d'ore. Similmente l'assunzione di antiacidi non determinava significative variazioni dei parametri citati.

## Usi clinici
Valdecoxib era utilizzato nel trattamento sintomatico del dolore associato all'osteoartrosi e all'artrite reumatoide. Veniva utilizzato anche in caso di dolore derivante da dismenorrea primaria e secondario ad interventi chirurgici, in particolare del cavo orale.

## Effetti collaterali ed indesiderati
In corso di trattamento con valdecoxib sono stati evidenziati effetti indesiderati a carico dell'apparato gastrointestinale, e fra questi dispepsia, eruttazione, secchezza delle fauci, senso di fastidio e pienezza gastrica, nausea e vomito, dolore addominale, flatulenza, diarrea, esofagite, gastrite, duodenite, ulcera peptica (gastroduodenale). Relativamente comuni anche alcune infezioni quali sinusite ed infezioni del tratto urinario.
Sono possibili anche effetti avversi di natura psichiatrica e coinvolgente il sistema nervoso, quali capogiro, cefalea, sincope, ansia, insonnia, depressione, irrequietezza. Molto raramente sono state segnalate allucinazioni e stato confusionale. In alcuni soggetti sono stati segnalati rash cutaneo ed altre eruzioni cutanee, necrolisi epidermica tossica, anemia, innalzamento delle transaminasi epatiche (ALT ed AST), della fosfatasi alcalina e con minore frequenza ittero, epatite e pancreatite.

## Controindicazioni
Il farmaco era controindicato nei pazienti con ipersensibilità nota al principio attivo oppure ad uno qualsiasi degli eccipienti utilizzati nella formulazione farmaceutica. Inoltre non poteva essere assunto da soggetti con ulcera peptica attiva oppure sanguinamento gastrointestinale attivo, reazioni allergiche (quali a titolo d'esempio rinite acuta, polipi nasali, broncospasmo, orticaria, edema angioneurotico) dopo l'assunzione di aspirina o altri FANS (farmaci antinfiammatori non steroidei).
Ulteriori controindicazioni erano le malattie infiammatorie croniche dell'intestino, l'insufficienza cardiaca congestizia grave, la grave insufficienza epatica così come la gravidanza e l'allattamento al seno.

## Dosi terapeutiche
Valdecoxib veniva assunto per via orale, con o senza cibo. I dosaggi giornalieri raccomandati nell'adulto erano:
- Osteoartrosi e artrite reumatoide: 10 mg una volta al giorno. Un numero limitato di pazienti poteva ulteriormente migliorare impiegando 20 mg, sempre in monosomministrazione. La dose massima raccomandata era pari a 20 mg, una volta al giorno.
- Dismenorrea primaria: la dose utilizzabile per il trattamento sintomatico era pari a 40 mg, una sola volta al giorno, esclusivamente in caso di bisogno. Il dosaggio massimo raccomandato non doveva eccedere i 40 mg, sempre una volta al giorno.

Nei pazienti anziani (età superiore ai 65 anni), e in special modo negli anziani di costituzione fisica esile (indicativamente peso corporeo inferiore ai 50 kg), il trattamento doveva essere iniziato alla dose più bassa consigliata per l'osteoartrosi e l'artrite reumatoide, ovvero 10 mg, una volta al giorno.

## Sintesi
Fonte: